# Nicole Piroth
Nicole Piroth (* 1964 in Darmstadt) ist Professorin für Religionspädagogik an der Hochschule Hannover.

## Leben
Nach dem Studium der evangelischen Religionspädagogik an der Evangelischen Fachhochschule Darmstadt war Nicole Piroth von 1989 bis 1999 als Gemeindepädagogin in Viernheim tätig. Parallel dazu absolvierte sie eine Ausbildung zur Kommunikationswirtin. Nach der Promotion an der Ruprecht-Karls-Universität Heidelberg wurde sie Lehrbeauftragte unter anderem an der Philipps-Universität Marburg und der Johannes Gutenberg-Universität Mainz. Seit 2007 ist Piroth Professorin für Religionspädagogik, Gemeindepädagogik und Kirchliche Bildungsarbeit an der Hochschule Hannover. Seit 2012 ist sie Studiendekanin.

## Publikationen (Auswahl)
- Nicole Piroth: Gemeindepädagogik im Wandel. Evang. Fachhochsch, Darmstadt 2000, ISBN 3-8311-0479-4, S. 202.
- Nicole Piroth: Gemeindepädagogische Möglichkeitsräume biographischen Lernens. Dissertation. Lit-Verl, Münster, Heidelberg 2004, ISBN 3-8258-7818-X.
- Nicole Piroth: Studienmotivation und Berufserwartungen von Studienanfängerinnen und Studienanfängern der Evangelischen Religions- und Gemeindepädagogik. Bibliothek der Hochschule Hannover, Hannover 2013, urn:nbn:de:bsz:960-opus-4162.